# Conférence des femmes interalliées
 (avril 2025).
Si vous disposez d'ouvrages ou d'articles de référence ou si vous connaissez des sites web de qualité traitant du thème abordé ici, merci de compléter l'article en donnant les références utiles à sa vérifiabilité et en les liant à la section « Notes et références ».
La Conférence des femmes interalliées s'ouvre à Paris le 10 février 1919, en parallèle avec la Conférence de la paix qui se déroule dans la même ville. Le but de la conférence est d'intégrer les préoccupations féminines dans le processus de paix qui suit la Première Guerre mondiale. Les dirigeantes du mouvement international pour le suffrage des femmes sont écartées des discussions officielles à plusieurs reprises. Ce n'est qu'après de nombreuses démarches qu'elles parviennent enfin à présenter leurs revendications devant la Commission de la législation internationale du travail. Le 10 avril, elles obtiennent l'autorisation de soumettre une résolution à la Commission de la Société des Nations. Cette résolution aborde des questions essentielles telles que le trafic et la vente de femmes et d'enfants, le statut politique des femmes, leur droit de vote, ainsi que la nécessité de réformer l'éducation pour y inclure les droits humains de tous les individus dans chaque nation.
Bien que les femmes engagées dans ce processus n'aient pas réussi à réaliser la plupart de leurs objectifs, leurs efforts marquent une étape historique, car c'est en effet la première fois que des femmes sont officiellement autorisées à participer à la négociation d'un traité international. Elles parviennent à obtenir le droit pour les femmes de siéger à la Société des Nations à tous les niveaux, que ce soit en tant que membres du personnel ou en tant que déléguées. De plus, elles réussissent à faire adopter des dispositions relatives à la dignité des conditions de travail et à la lutte contre le trafic d'êtres humains. La participation des femmes à cette conférence constitue une validation de leur capacité à contribuer à l'élaboration des politiques internationales. Cet événement contribue également à mondialiser le débat sur les droits de l'homme, ouvrant ainsi la voie à une reconnaissance accrue des droits des femmes sur la scène internationale.

## Contexte historique
Les répercussions de la Première Guerre mondiale sont d'une ampleur sans précédent : quatre empires s'effondrent, de nouveaux pays émergent ou retrouvent leur indépendance, et des transformations profondes se produisent dans les domaines politique, culturel, économique et social à l'échelle mondiale. La Conférence de paix de Paris, qui se tient en 1919, représente le premier forum destiné à établir les conditions d'une paix durable. Conçue comme une assemblée mondiale, elle réunit des représentants de 33 nations, investis d'un large mandat visant à créer une nouvelle communauté internationale fondée sur des principes éthiques et juridiques. Dans cette perspective, la conférence fait appel à des organisations non gouvernementales (ONG) pour enrichir ses travaux et apporter leur expertise. Elle devient ainsi le point central des préoccupations des ONG et des groupes de pression, qui cherchent à promouvoir leurs initiatives à travers un plaidoyer actif et déterminé. Ce processus marque une étape cruciale dans la construction d'un ordre mondial renouvelé, où la coopération internationale et les valeurs humanistes prennent une place prépondérante.
Au départ, les organisateurs de la Conférence de paix envisagent de rédiger les traités en s'appuyant sur des sessions plénières. Cependant, la nécessité de rétablir la stabilité, d'assurer la confidentialité et d'accélérer les progrès rend ces sessions publiques impraticables. Par conséquent, les réunions du Conseil suprême, présidées par le Premier ministre et le ministre des Affaires étrangères de chacune des grandes puissances (Royaume-Uni, France, Italie, Japon et États-Unis), deviennent les véritables forums de négociation pour les délégués présents. 52 commissions distinctes, accompagnées de nombreux comités composés de diplomates, d'experts politiques et d'autres spécialistes, s'attachent à élaborer les articles des différents traités. Ces travaux sont ensuite présentés sous forme de recommandations au Conseil suprême. Parmi ces commissions, on trouve la Commission des questions du travail et la Commission de la Société des Nations, qui finit par accepter de rencontrer des déléguées des femmes. Ce processus illustre la complexité des négociations et souligne l'importance d'inclure une diversité de voix dans la construction d'un nouvel ordre mondial.
Alors que les dirigeants du monde se réunissent pour négocier les conditions de paix à la suite des armistices, Marguerite de Witt-Schlumberger, vice-présidente de l'Alliance internationale des femmes et présidente de l'Union française pour le suffrage des femmes, écrit une lettre au président américain Woodrow Wilson, datée du 18 janvier 1919. Dans cette missive, elle l'exhorte à permettre aux femmes de participer aux discussions qui éclairent les négociations du traité. Profondément préoccupées par les crimes de guerre commis contre les femmes et par l'absence de toute voie formelle d'action politique pour celles-ci, les suffragettes françaises renouvellent leur appel à Wilson le 25 janvier. Elles soulignent que certaines femmes ont combattu aux côtés des hommes et que beaucoup d'autres ont soutenu l'effort de guerre. Par conséquent, elles estiment que les questions féminines doivent être prises en compte lors de la conférence. Bien que Wilson reconnaisse leur contribution et leurs sacrifices, il refuse d'accorder aux femmes un rôle officiel dans le processus de paix, arguant que leurs préoccupations dépassent le cadre des discussions et que les délégués ne sont pas en position de dicter aux gouvernements la gestion de leurs affaires internes.
Une délégation de 80 femmes françaises, dirigée par Valentine Thomson, rédactrice en chef de La Vie Féminine et fille de l'ancien ministre Gaston Thomson, rencontre le président Wilson le 1er février à la Villa Murat pour plaider en faveur de leur inclusion dans les délibérations de la conférence de paix. En réponse, Wilson réaffirme sa position initiale et indique que les questions d'emploi peuvent être discutées, mais que les droits civils et politiques des femmes relèvent des compétences nationales. Simultanément, lors de la Conférence internationale du travail et du socialisme qui se déroule à Berne, en Suisse, du 3 au 8 février, les membres de Ligue internationale des femmes pour la paix et la liberté organisent une réunion spéciale sous la direction de Rosika Schwimmer, ambassadrice de Hongrie en Suisse et fondatrice de l'Association féministe hongroise. Les déléguées présentes à cette conférence décident d'apporter leur soutien à la création d'une Société des Nations démocratiquement constituée et de revendiquer la participation des femmes à la Conférence de paix de Paris.
En réponse à la situation, les femmes de l'Union française pour le suffrage des femmes et du Conseil national des femmes françaises, sous la direction de Witt-Schlumberger, invitent leurs homologues internationales à se rassembler à Paris pour une conférence parallèle prévue le 10 février. Elles adressent des invitations aux organisations engagées dans le mouvement pour le suffrage des femmes à travers toutes les nations alliées et sollicitent la participation de déléguées afin de faire entendre leurs points de vue et préoccupations auprès des participantes de la conférence « officielle ». Parallèlement, les féministes françaises s'efforcent de convaincre les délégués masculins de soutenir la participation des femmes, persuadées que la coopération et la coordination internationales sont essentielles pour aborder les enjeux socio-économiques nationaux. Parmi celles qui répondent à cet appel, des représentantes de la France, de l'Italie, du Royaume-Uni et des États-Unis, ainsi que d'Arménie, de Belgique, de Nouvelle-Zélande, de Pologne, de Roumanie et d'Afrique du Sud, se manifestent en tant que déléguées ou pour partager des informations sur la situation dans leur pays.

## Déroulement

### Février
Les négociations de la Conférence de paix de Paris se déroulent de janvier à mai 1919, tandis que la conférence des femmes se tient de la mi-février à la mi-avril. Le 10 février, à l'ouverture de cette conférence, Thomson et Louise Compain, écrivaine et membre de l'Union française pour le suffrage des femmes, commencent à assumer les rôles de rédactrices et de traductrices pour la secrétaire de la conférence, Suzanne Grinberg. Cette dernière, avocate, vice-présidente de l'Association du Jeune Barreau de Paris et secrétaire du comité central de l'Union française pour le suffrage des femmes, joue un rôle clé dans l'organisation de l'événement. Parallèlement, Constance Drexel, journaliste germano-américaine, rédige des dépêches quotidiennes pour le Chicago Tribune Foreign News Service et collabore étroitement avec les femmes déléguées tout au long de la conférence.
Le 11 février, une délégation conduite par Millicent Fawcett, présidente de la National Union of Women's Suffrage Societies, rencontre Woodrow Wilson. Cette mission rassemble des figures notables, dont Zabel Yesayan, qui présente un rapport sur la situation des femmes en Arménie et en Macédoine, capturées durant la guerre et retenues dans des harems. Margherita Ancona, présidente de la National Pro Suffrage Federation for Italy, et la journaliste sud-africaine Nina Boyle, membre de la Women's Freedom League, font également partie de cette délégation. Les représentants belges incluent Jane Brigode, présidente de la Fédération belge pour le suffrage, et Marie Parent, présidente du Conseil national belge des femmes ainsi que de la Ligue pour les droits des femmes. Parmi les déléguées britanniques figurent Ray Strachey, membre de la National Union of Women's Suffrage Societies, et Rosamond Smith. La délégation française est représentée par de Witt-Schlumberger, Cécile Brunschvicg, fondatrice de l'Union française pour le suffrage des femmes, et Marguerite Pichon-Landry, présidente de la section législation du Conseil national des femmes françaises. Du côté américain, les déléguées incluent Katharine Bement Davis, responsable du département d'hygiène sociale des femmes au sein du gouvernement américain, Florence Jaffray Harriman, présidente du Comité des femmes du Parti démocrate, et Juliet Barrett Rublee, membre de la National Birth Control League et de la Cornish Equal Suffrage League du New Hampshire. Au cours de cette réunion, la délégation exprime le souhait d'inclure une commission de femmes dans la conférence afin de traiter des préoccupations spécifiques aux femmes et aux enfants. En réponse, Woodrow Wilson propose que les diplomates masculins présents à la conférence de paix forment une commission de femmes, avec pour conseillères les participantes de la Conférence interalliée sur le suffrage des femmes.